# Łuk Marka Aureliusza

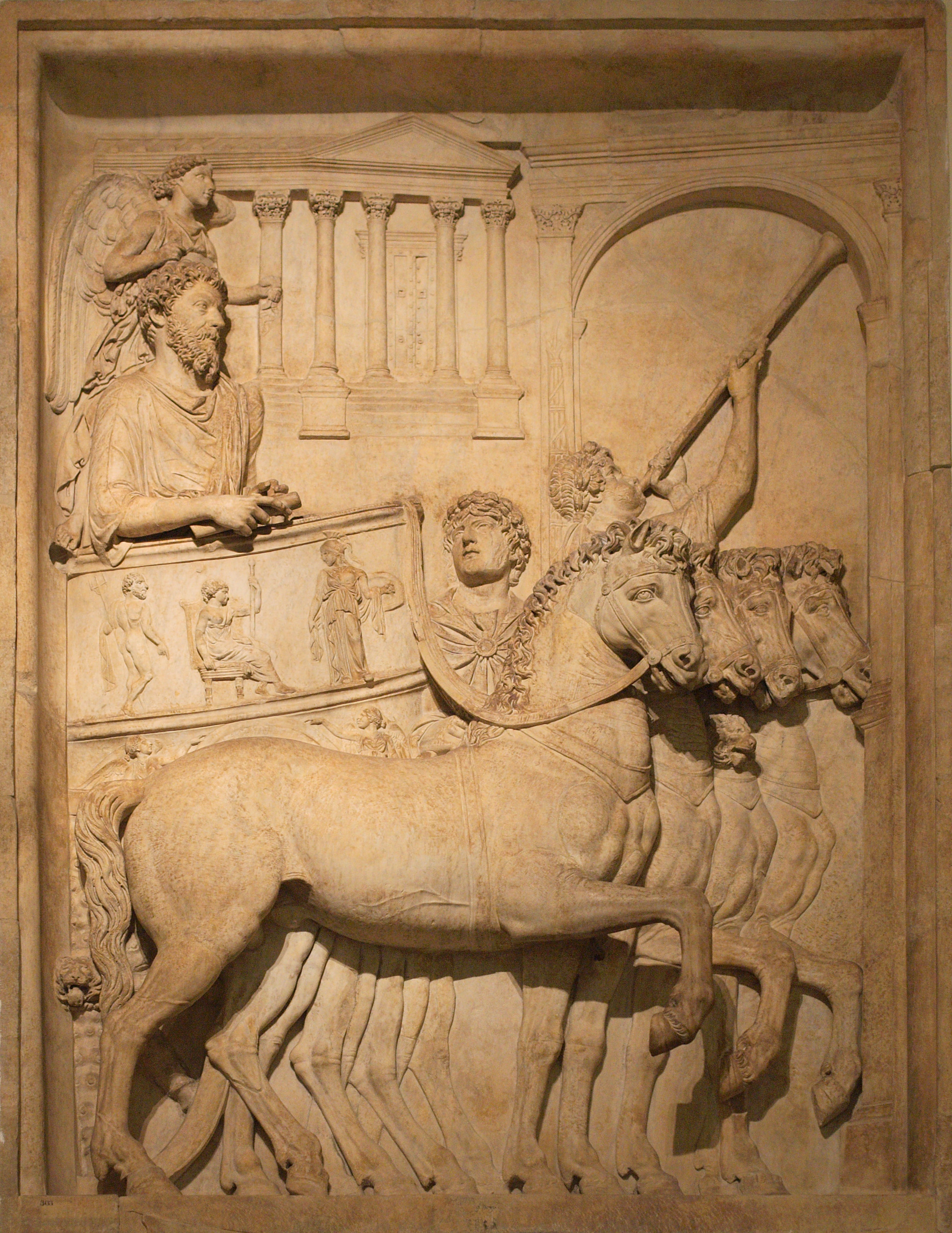
Relief z łuku ze sceną triumfu cesarza, Muzea Kapitolińskie

Łuk Marka Aureliusza – niezachowany do czasów współczesnych łuk triumfalny w Rzymie, wzniesiony w 176 roku na mocy uchwały senatu dla uczczenia zwycięstwa cesarza Marka Aureliusza nad Markomanami, Kwadami i Sarmatami.
Nie jest znany ani wygląd, ani dokładna lokalizacja łuku. Stał on przypuszczalnie w pobliżu kolumny Marka Aureliusza i świątyni ku czci władcy, chociaż część badaczy wskazuje raczej na Forum Romanum. Znana jest natomiast treść wyrytej na łuku inskrypcji, zapisana w pochodzącym z przełomu VIII i IX wieku Itinerarium z Einsiedeln. Do czasów obecnych przetrwało 11 pochodzących z łuku reliefów, wszystkie o wymiarach 3,12–3,24 m wysokości i 2,10–2,14 m szerokości. Osiem z nich skuto jeszcze w starożytności i wmurowano w attyki wzniesionego w 312 roku łuku Konstantyna Wielkiego, zastępując przy tym przedstawione na nich wizerunki Marka Aureliusza wizerunkami Konstantyna. Pozostałe trzy reliefy umieszczone zostały w kościele Santi Luca e Martina na Forum Romanum, skąd w 1515 roku przeniesiono je do Pallazo dei Conservatori, części Muzeów Kapitolińskich.
Na trzech reliefach przechowywanych w Muzeach Kapitolińskich ukazano cesarza udzielającego łaski dwóm klęczącym u jego stóp i wyciągającym ręce w błagalnym geście barbarzyńcom, składającego ofiarę przed świątynią Jowisza na Kapitolu oraz powożącego kwadrygą podczas triumfu.
Zdaniem części badaczy reliefy z Łuku Konstantyna i Muzeów Kapitolińskich pochodzą z dwóch różnych łuków wzniesionych ku czci Marka Aureliusza, pogląd ten jest jednak marginalny.